# Juegos Bolivarianos
Die Juegos Bolivarianos (die Bolivarischen Spiele) sind Multisportveranstaltungen zu Ehren des südamerikanischen Unabhängigkeitskämpfers Simón Bolívar. Sie finden derzeit alle vier Jahre statt.
Die Spiele entstanden unter dem Eindruck der Olympischen Spiele 1936 in Berlin. Teilnehmende Länder sind seit Beginn Bolivien, Kolumbien, Ecuador, Panama, Peru und Venezuela. Die erste Austragung war 1938.  Anschließend schlossen sich die teilnehmenden Staaten noch 1938 in der Organización Deportiva Bolivariana (ODEBO) zusammen, einer Unterorganisation der Panamerikanischen Sportorganisation. Seit 2010 gehört auch Chile der Organisation an, seit 2013 nehmen auch einzelne Länder Mittelamerikas, Südamerikas und der Karibik, namentlich die Dominikanische Republik, El Salvador, Guatemala und Paraguay teil. Abgesehen von Panama sind alle Mitglieder der Organisation Andenstaaten. 2012 fanden die ersten separaten Beach Games statt, für 2023 sind erstmals Jugendspiele geplant.
Das Programm deckt sich in weiten Teilen mit dem der Olympischen Sommerspiele, wenngleich nicht alle dortigen Sportarten auch durchgeführt werden. Dafür ist das Programm um verschiedene andere Disziplinen wie Flossenschwimmen, Tauchen, Speerfischen, Bodybuilding, Pelota, Billard, Boccia, Bowling, Schach, Coleo (südamerikanisches Rodeo), Futsal, Racquetball, Squash, Inline-Speedskating, Wasserski und Wushu erweitert.

## Austragungsorte
| Jahr      | Spiele | Ort                        | Land      | Datum                        | Nationen | Meiste Medaillen |
| --------- | ------ | -------------------------- | --------- | ---------------------------- | -------- | ---------------- |
| 1938      | I      | Bogotá                     | Kolumbien | 6. August – 22. August       | 6        | Peru             |
| 1947–1948 | II     | Lima                       | Peru      | 25. Dezember – 8. Januar     | 6        | Peru             |
| 1951      | III    | Caracas                    | Venezuela | 5. Dezember – 21. Dezember   | 6        | Peru             |
| 1961      | IV     | Barranquilla               | Kolumbien | 3. Dezember – 16. Dezember   | 5        | Venezuela        |
| 1965      | V      | Quito, Guayaquil           | Ecuador   | 20. November – 6. Dezember   | 6        | Venezuela        |
| 1970      | VI     | Maracaibo                  | Venezuela | 23. August – 6. September    | 6        | Venezuela        |
| 1973      | VII    | Panama-Stadt               | Panama    | 17. Februar – 3. März        | 5        | Venezuela        |
| 1977      | VIII   | La Paz                     | Bolivien  | 15. Oktober – 29. Oktober    | 6        | Venezuela        |
| 1981      | IX     | Barquisimeto               | Venezuela | 4. Dezember – 14. Dezember   | 6        | Venezuela        |
| 1985      | X      | Cuenca, Ambato, Portoviejo | Ecuador   | 9. November – 18. November   | 6        | Venezuela        |
| 1989      | XI     | Maracaibo                  | Venezuela | 14. Januar – 25. Januar      | 6        | Venezuela        |
| 1993      | XII    | Cochabamba, Santa Cruz     | Bolivien  | 24. April – 2. Mai           | 6        | Venezuela        |
| 1997      | XIII   | Arequipa                   | Peru      | 17. Oktober – 26. Oktober    | 6        | Venezuela        |
| 2001      | XIV    | Ambato                     | Ecuador   | 7. September – 16. September | 6        | Venezuela        |
| 2005      | XV     | Armenia, Pereira           | Kolumbien | 12. August – 21. August      | 6        | Venezuela        |
| 2009      | XVI    | Sucre                      | Bolivien  | 15. November – 26. November  | 6        | Venezuela        |
| 2013      | XVII   | Trujillo                   | Peru      | 16. November – 30. November  | 11       | Kolumbien        |
| 2017      | XVIII  | Santa Marta                | Kolumbien | 11. November – 25. November  | 11       | Kolumbien        |
| 2022      | XIX    | Valledupar                 | Kolumbien | 24. Juni – 5. Juli           | 11       | Kolumbien        |
| 2024      | XX     | Ayacucho                   | Peru      | 29. November – 9. Dezember   |          |                  |
| 2028      | XXI    | Guayaquil                  | Ecuador   |                              |          |                  |